# IV kadencja austriackiej Rady Państwa

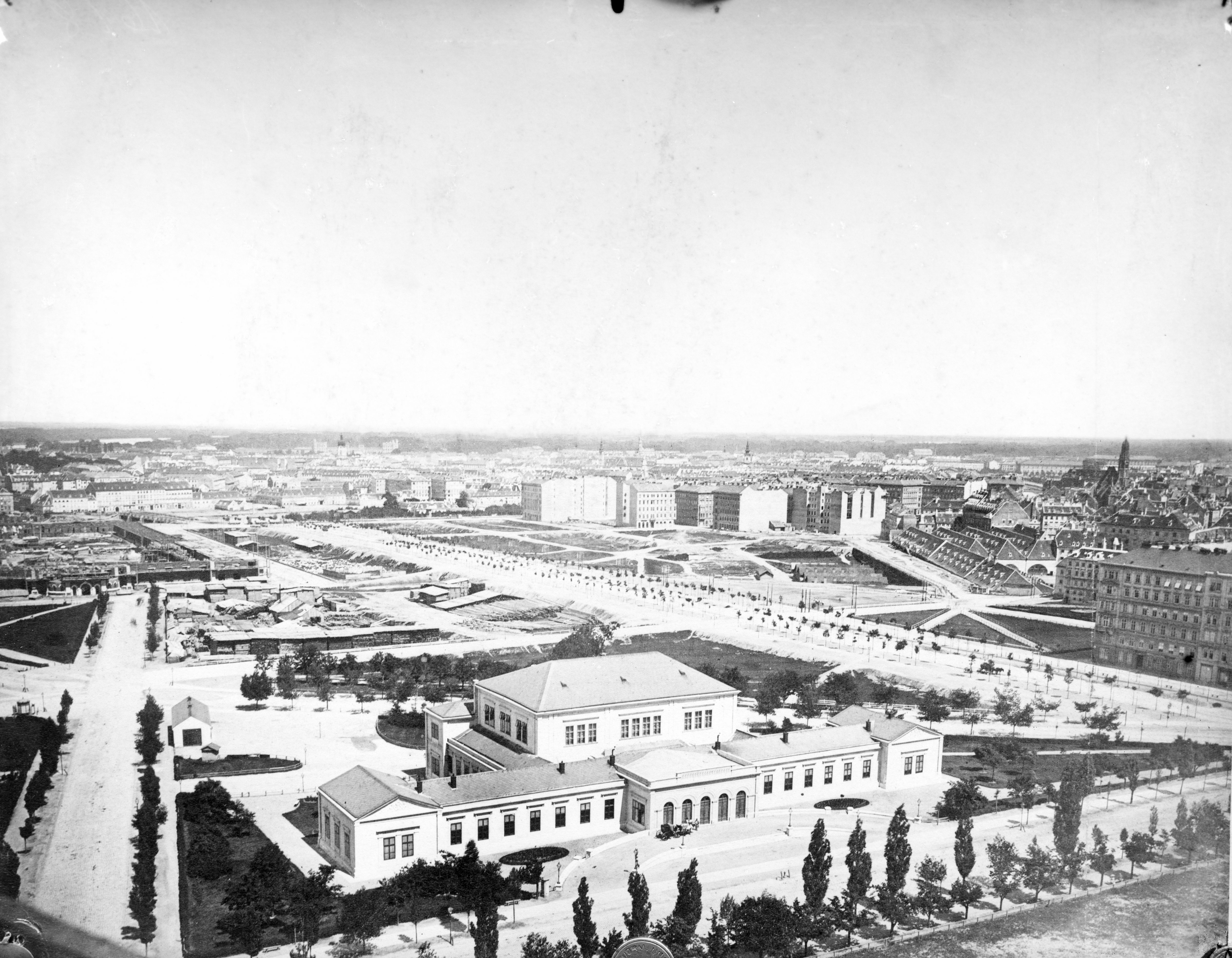

IV kadencja austriackiej Rady Państwa – czwarta kadencja austriackiego parlamentu, Rady Państwa, odbywająca się w latach 1871–1873 w Wiedniu.
Odbyła się tylko jedna sesja parlamentu:
- VII sesja (27 grudnia 1871–7 września 1873)

Posłowie do Rady Państwa IV kadencji nie byli wybierani, lecz delegowani przez sejmy krajowe krajów koronnych.